# جشنواره لندزهوت

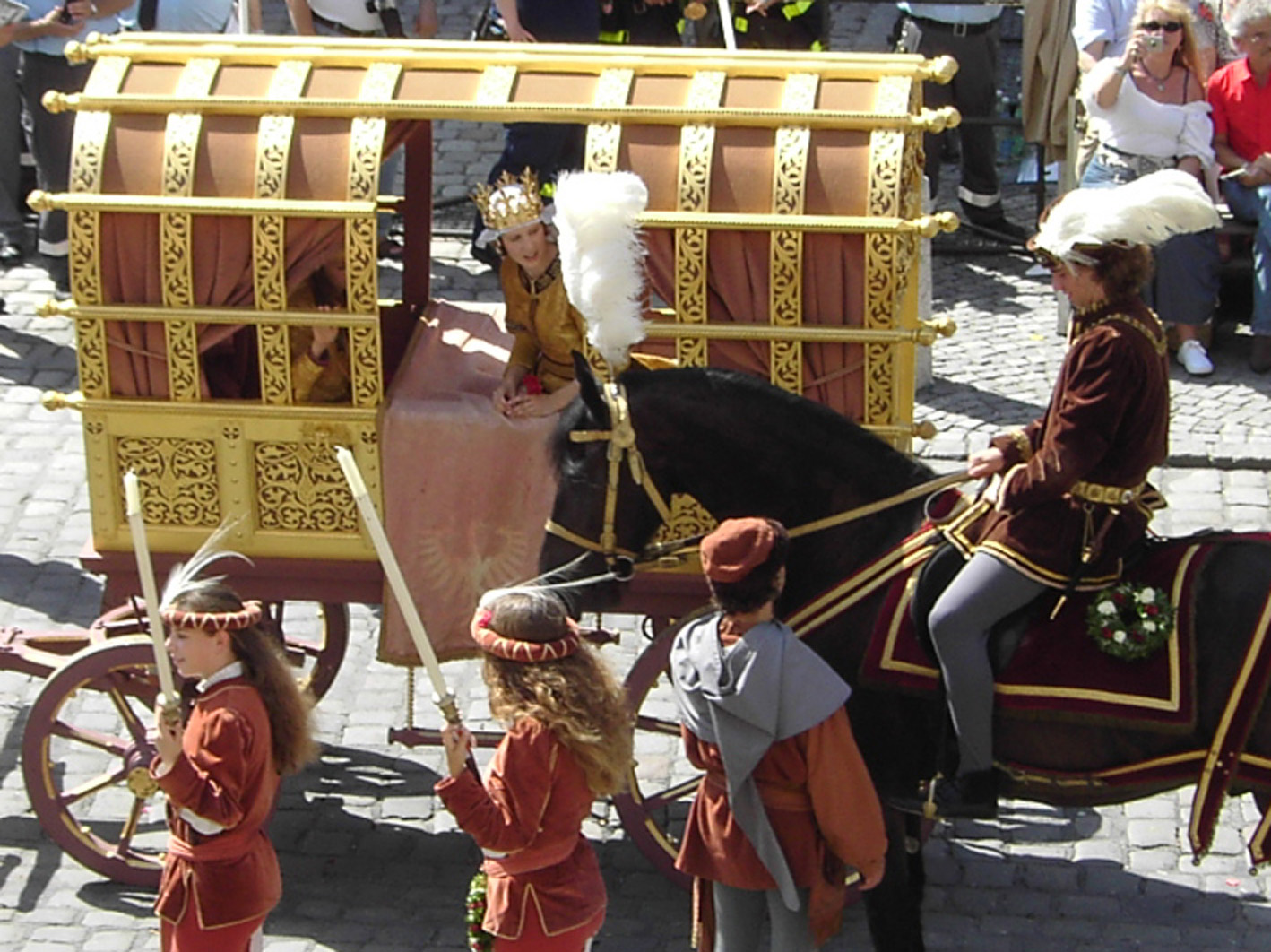
عروس ، سوار بر دوک گئورگ

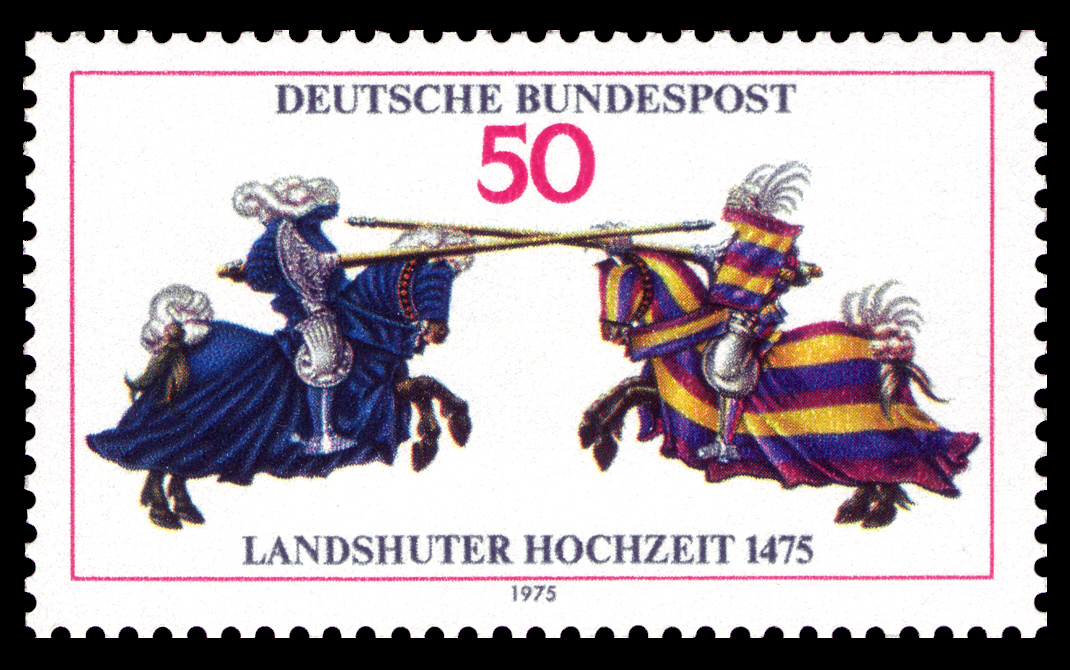
پانصدمین سال عروسی لندشوت: تمبر پستی آلمان از 1975

عروسی لندزهوت یک جشنواره تاریخی است که در شهر لندزهوت در جنوب آلمان هر چهار سال یک بار اجرا میشود و چندین هفته به طول می انجامد. این جشن به یادبود ازدواج دوک باواریایی گئورگ در سال 1475 با هدویگ یاگیلونیکا ، دختر پادشاه لهستان کازیمیر چهارم آندریاس برگزار میگردد.. این جشنواره در فهرست ملی میراث فرهنگی آلمان در سال 2018 قرار گرفت. 

## عروسی تاریخی
ازدواج بین گئورگ و هدویگ از اهمیت سیاسی زیادی برخوردار بود ، زیرا ازدواج این دو، اتحاد نیرومندی را علیه قدرت عثمانی نشان می داد. پیش از این ازدواج بحثهای فشرده ای بین دو خانواده سلطنتی در سال 1474 در شهر کراکوف لهستان انجام شد.
سفر عروس هدویگ 18 ساله از پاییز سال بعد آغاز شد و دو ماه به طول انجامید. مسیر سفر از طریق برلین ، ویتنبرگ ، لایپزیگ ، آلتنبورگ ، تسویکاو ، اولسنیتس / فگتل و سایر مسیرهای تجاری توسعه یافته در آن زمان انجام شد و با تغییر مسیر برنامه ریزی شده ، از ایگر و رگنسبورگ و نورنبرگ سرانجام شاهزاده خانم با هیئت همراه به لندزهوت رسید و به گرمی مورد استقبال قرار گرفت. آلبرشت آشیل ، منتخب براندنبورگ ، این عروسی را با عنایت الهی به سود مسیحیت و سلطنت دانست .
عروسی در روزهای 14 و 15 نوامبر 1475 در لندزهوت برگزار شد.  عروس و داماد توسط اسقف اعظم سالزبورگ برنهارد فون روهر در کلیسای سنت مارتین ، که بر شهر تسلط داشت، به عقد هم درامد. پس از آن موکب عروس با عبور از مرکز شهر به تالار شهر هدایت شد. در آنجا امپراطور فردریش سوم. عروس را برای رقص مشایعت کرد. گزارش شده است که ده هزار مهمان در این مراسم شرکت کردند ، نوشیدند ، رقصیدند و از مسابقه اسب دوانی لذت بردند.

جشن های مجلل که چندین روز به طول انجامید ، با جزئیات بسیار زیاد توسط تاریخ نگاران ثبت شد. تالار ایالتی شهر لندزهوت در سال 1880 در چارچوب احیای غرور ملی آلمان بازسازی شد. هنرمندان مونیخی دیوارها را با صحنه هایی از عروسی لندزهوت نقاشی کردند. این نقوش این ایده را به شهروندان داد تا وقایع تاریخی را دوباره شکل دهند. برای این منظور انجمنی در سال 1902 تشکیل شد و یک سال بعد برای اولین بار مراسم عروسی را در غالب یک جشنواره بازسازی کرد.

## جشنواره تاریخی امروز
اجرای مجدد عروسی برای اولین بار توسط 145 شرکت کننده در سال 1903 صورت گرفت. نمایشنامه ای با عنوان مقدمه ای برای وقایع تاریخی عروسی توسط گئورگ شومبرگ  در سال 1905 به صحنه رفت. این جشنواره امروزه یک نمایش مستند تاریخی است که در آن بخشهای زیادی از شهروندان را طبقه بندی میکند. در این بین ، بیش از 2000 شرکت کننده در لباس های تاریخی از طبقات مختلف شرکت می کنند.
جشنواره از سال 1903 تا 1914 و از 1922 تا 1938 هر ساله ، از 1950 تا 1968 و دوباره از 1975 تا 1981 هر سه سال برگزار می شد. عروسی لندزهوت از سال 1985 هر چهار سال یکبار برگزار می شود. در طی دو جنگ جهانی ، جشن ها حذف شدند ، همچنین از سال 1968 تا 1975 پس از آنکه در سال 1970 بدلیل آتش سوزی و یک سال بعد از آن بدلیل ترگیدگی لوله آب ، بسیاری از وسایل از بین رفتند.جشنواره برگزار نشد.
اوج برنامه ها در یکشنبه ای است که در آن مراسم عروسی و رژه در مرکز شهر لندزهوت اجرا میشود. سایر رویدادها زندگی در اردوگاه ، بازی های سوارکاری و شوالیه را نشان می دهد. این جشن توسط اعضای آن که اکنون به بیش از 7000 نفر رسیده است ،اجرا میشود . تقریباً 2300 مجری ، شهروندان لندزهوت هستند که از بازسازی مراسم عروسی با لباسهای تاریخی لذت می برند - به عنوان مثال ، این یک سنت برای نمایشگران زن و مرد است که طبق مدل قرون وسطایی موهایشان رابرای اجرا بلند میکنند.

## فیلم ها
- Landshut و عروسی آنها. مستنداتی درباره یکی از بزرگترین جشنواره های تاریخی اروپا. مستند، آلمان، 2001، 135 دقیقه، اسکریپت و جهت: ماتیاس Kiefersauer، تولید: megaherz ، بایریشر نشریاتی ، خلاصه داستان بایگانی‌شده  در ۴ اوت ۲۰۱۶ توسط Wayback Machine توسط megaherz.
- عروسی لندزهوت 2009. مستند ، آلمان ، 2009 ، 98 دقیقه ، فیلمنامه و کارگردان: Corbinian Lippl ، تولید: megaherz ، Bayerisches Fernsehen ، سریال: Unter Unser Himmel ، پخش اول: 12. ژوئیه 2009 در BR ، با استفان زینر و فردیناند اشمیت-مودرو به عنوان مصاحبه با بازدید کنندگان.
- عشق و پول عروسی لندزهوت. مستند ، آلمان ، 2009 ، 30 دقیقه ، نویسندگی و کارگردانی: باربارا شنپانک و استفی ایلینگر ،
- زیر آسمان ما عروسی لندشوت. مستند ، آلمان ، 2013 ، 43:30 دقیقه ، فیلمنامه و کارگردانی: سباستین بولنیوس ، الکساندر بروچر ، آنا باک ، استفانی فریموت ، تولید: Bayerisches Fernsehen ،.

## پیوندهای وب
- Christof Paulus: Landshuter Hochzeit ، 1475 ، در: Historisches Lexikon Bayerns ، چاپ شده در 9. اکتبر 2017.
- سایت انجمن برگزار کننده "Die Förderer e. پنجم "
- صفحه ویژه Landshuter Zeitung
- "آلمان جشن می گیرد. لرزه ، برخاست ، زندگی کن " ، FAZ ، 30 ژوئن 2005 ، گزارش مایکل جیسمن
- عکس های عروسی 2009